# Dumbrava, Vînohradiv
Dumbrava sau Sosfalău (în ucraineană Новоселиця, transliterat: Novoselîțea, în maghiară Sósfalu) este o comună în raionul Vînohradiv, regiunea Transcarpatia, Ucraina, formată numai din satul de reședință.

## Demografie
Componența lingvistică a comunei Dumbrava
     Ucraineană (99,37%)
     Alte limbi (0,56%)
Conform recensământului din 2001, majoritatea populației comunei Dumbrava era vorbitoare de ucraineană (99,37%), existând în minoritate și vorbitori de alte limbi.